# Ernst Bloch
Ernst Simon Bloch, född 8 juli 1885 i Ludwigshafen am Rhein, död 4 augusti 1977 i Tübingen, var en tysk filosof.
Kärnan i Blochs expressionistiska och svårsammanfattade filosofi, influerad av Marx och Hegel, består av tron på utopin och hoppet. Med begrepp som "hoppets princip" och "ännu-icke" försöker Bloch att sätta fingret på en ständigt nuvarande, potentiellt frigörande kraft i nuet. Filosofin hämtar inspiration från bland annat dialektiken och teorin om klasskamp, men inte utan att läsa dem på annorlunda sätt och därigenom finna nya funktioner för dem i det blochska systemet, något som inte alltid uppskattats.

## Biografi
Ernst Bloch föddes 1885 i den tyska industristaden Ludwigshafen av föräldrarna Barbara och Markus, två assimilerade judar, av Bloch själv beskrivna som osympatiska och okulturella. Bloch blev tidigt intresserad av socialismen och var denna trogen livet ut. Det tog inte heller lång tid innan Bloch slog sig in på filosofins bana och läste vid universiteten i München och Würzburg. Redan som 23-åring erhöll han doktorstitel inom ämnet, och han hade då även studerat psykologi, fysik och musik.  
År 1914 tvingades Bloch att lämna Tyskland, som en följd av hans vägran att delta i första världskriget. Han flydde till Schweiz och skrev där sitt första verk, Geist der Utopie ('Utopins anda', 1917). När kriget nådde sitt slut återvände Bloch till Tyskland och stannade till 1933, då han ännu en gång tvingades i landsflykt på grund av sin starka kritik mot nazismen. Hans bok Spuren ('Spår', 1930) brändes demonstrativt av nazisterna under de omfattande bokbålen i Nazityskland under våren och sommaren 1933. Bloch tillbringade de första åren av sin exil runt om i Europa, men reste 1938 till USA och blev kvar där en längre tid. Under denna period skrev Bloch bland annat på sitt livsverk Das Prinzip Hoffnung ('Hoppets princip', 1954–1959).  
Först 1949 återvände Bloch till Tyskland, då för en professur vid Leipzigs universitet i Östtyskland. Blochs annorlunda tolkning av vissa marxistiska element skapade ganska snart uppståndelse. Efter åtta års professorstjänst blev Bloch vid en marxistisk konferens utmålad som revisionist, vilket ledde till att han tvingades bli emeriterad från professorstjänsten. Han erbjöds ungefär samtidigt en professur vid Tübingens universitet i Västtyskland, och från 1961 tillbringade han där de sista 16 åren av sitt liv. Bloch skrev under denna period en stor mängd böcker och höll uppskattade föreläsningar. Ernst Bloch avled 1977, 92 år gammal. Det verkar som om just Blochs studenter tycks ha blivit mer berörda av hans bortgång än många andra; två dagar efter hans död var universitetets huvudingång prydd med den av studentkåren uppsatta texten ”Ernst-Bloch-Universität”. 
Bloch har genom sitt liv berört och blivit berörd av många av 1900-talets stora namn. En tidig bundsförvant fann han i den ungerske marxisten Georg Lukács, och etablerade även nära kontakt med bland andra Max Weber och Walter Benjamin. Gemensamt för många av Blochs tänkarkollegor genom tiderna är dock att de, precis som med Lukács, på grund av meningsskiljaktigheter glidit ifrån varandra.

### På svenska
- Cöster, Henry (1975). Människa – hopp – befrielse: en systematisk studie i Ernst Blochs spekulativa marxism med speciell hänsyn till hans kristendomstolkning, Lund, Håkan Ohlssons förlag
- Horster, Detlef (1980). Utopi och materialism: en introduktion till Ernst Blochs filosofi, Lund, Röda Bokförlaget AB (svensk översättning Joachim Retzlaff)
- Zudeick, Peter (1992). Djävulens bakdel: Ernst Blochs liv och verk, Göteborg, Daidalos förlag (svensk översättning Per Carleheden)

### På engelska
- Adorno, Theodor W. (1991). "Ernst Bloch's Spuren", Notes to Literature, Volume One, New York, Columbia University Press
- Geoghegan, Vincent (1996). Ernst Bloch, London, Routledge
- Hudson, Wayne (1982). The Marxist Philosophy of Ernst Bloch, New York, St. Martin's Press